# Relațiile dintre România și Emiratele Arabe Unite
Relațiile dintre România și Emiratele Arabe Unite sunt relațiile externe dintre România și Emiratele Arabe Unite. România are o ambasadă la Abu Dhabi, care a fost deschisă în iunie 1990. România mai are și un Birou de Promovare și Cooperare Economică din 1974 în Dubai și un consulat general, din ianuarie 1992 tot în Dubai. Emiratele Arabe Unite au o ambasadă în România din anul 2004 în București. Relațiile economice sunt gestionate de Biroul de Promovare și Cooperare Economică de la Dubai.

## Legături externe
- Reprezentare diplomatică pe Ministerul Afacerilor Externe din România